# Zénith (Dan Ar Braz et l'Héritage des Celtes)
Albums de Dan Ar Braz et L'Héritage des Celtes
Finisterres
(1997) La Mémoire des volets blancs
(2001)
Zénith est le quatrième album produit par Dan Ar Braz et l'Héritage des Celtes et le deuxième live, paru le 27 octobre 1998 chez Saint George et distribué par Sony Music.

## Fiche technique

### Liste des titres
CD 1
| No  | Titre                                | Durée |
| --- | ------------------------------------ | ----- |
| 1.  | Broken Prayer                        | 3:02  |
| 2.  | Evit ar Bars                         | 4:49  |
| 3.  | Se Mo Gradh Na Gamhna Geala          | 4:09  |
| 4.  | The Chestnut Tree / The Dreaming Sea | 4:39  |
| 5.  | Ar y Ffordd Morgan                   | 5:10  |
| 6.  | A Costa de Galicia                   | 3:49  |
| 7.  | Canto de Seitura                     | 2:12  |
| 8.  | Aires de Pontevedra                  | 4:27  |
| 9.  | Mi le M'uilinn                       | 4:29  |
| 10. | Kilbrandon - The Little Cascade      | 3:51  |

CD 2
| No | Titre             | Durée |
| -- | ----------------- | ----- |
| 1. | Le Pays           | 5:40  |
| 2. | Yezhou Bihan      | 4:38  |
| 3. | Duchesse          | 2:55  |
| 4. | Dir ha Tan        | 3:07  |
| 5. | Call to the Dance | 3:39  |
| 6. | Diwanit Bugale    | 5:14  |
| 7. | Left in Peace     | 5:47  |
| 8. | Borders of Salt   | 8:08  |
| 9. | Green Lands       | 10:17 |

DVD
| No  | Titre                                | Durée |
| --- | ------------------------------------ | ----- |
| 1.  | Broken Prayer                        |       |
| 2.  | Evit Ar Bars                         |       |
| 3.  | Se Mo Gradh Na Gamhna Geala          |       |
| 4.  | The Chestnut Tree – The Dreaming Sea |       |
| 5.  | Ar Y Ffordd                          |       |
| 6.  | A Costa De Galicia                   |       |
| 7.  | Canto De Seitura                     |       |
| 8.  | Aires De Pontevedra                  |       |
| 9.  | Mi Le M’uilinn                       |       |
| 10. | Kilbrandon – The Little Cascade      |       |
| 11. | Le Pays                              |       |
| 12. | Yezhoù Bihan                         |       |
| 13. | Duchesse                             |       |
| 14. | Dir Ha Tan                           |       |
| 15. | Call To The Dance                    |       |
| 16. | Diwanit Bugale                       |       |
| 17. | Left In Peace                        |       |
| 18. | Borders Of Salt                      |       |
| 19. | Green Lands                          |       |

### Crédits
- Production exécutive : Hummingbird Production / Philip King
- Producteur délégué : Jacques Bernard

#### Musiciens
- Karen Matheson : chant
- Elaine Morgan : chant
- Gilles Servat : chant
- Dan Ar Braz : guitares électriques et acoustiques
- Donal Lunny : bouzouki, bodhran, guitare acoustique
- Carlos Nuñez: gaïta (cornemuse galicienne), flûte
- Noel Bridgeman : percussions
- Nollaig Casey : fiddle
- Ray Fean : batterie
- Jacques Pellen : guitares
- Gilles Le Bigot : guitare
- Ronan Le Bars : uillean pipes,cornemuse
- Donald Shaw : claviers
- John Mc Sherry : low whistle
- Nicolas Quemener: flûte
- Ronnie O'Flynn : basse
- Máire Breatnach : violon

avec
- Bagad Kemper: bombarde, cornemuses, batterie écossaise

#### Techniciens
- Prise de son et mixage : Brian Masterson
- Réalisateur vidéo : Robert Corkey
- Photos : Pierre Terrasson